# Rollin Carolas Mallary

Rollin Carolas Mallary

Rollin Carolas Mallary (* 27. Mai 1784 in Cheshire, Connecticut; † 15. April 1831 in Baltimore, Maryland) war ein US-amerikanischer Politiker. Zwischen 1820 und 1825 vertrat er den ersten und von 1825 bis 1831 den zweiten Wahlbezirk des Bundesstaates Vermont im US-Repräsentantenhaus.

## Leben
Rollin Mallary besuchte bis 1805 das Middlebury College in Vermont. Danach zog er nach Poultney im Rutland County. Nach einem Jurastudium und seiner Zulassung als Rechtsanwalt begann er ab 1807 in Castleton in seinem neuen Beruf zu praktizieren. Im gleichen Jahr wurde er Kurator der Rutland County Grammar School.
Politisch wurde Mallary Mitglied der Demokratisch-Republikanischen Partei. In den folgenden Jahren arbeitete er als Sekretär des Gouverneurs von Vermont. Außerdem war er zwischen 1807 und 1819 mit einigen Unterbrechungen Mitglied im Regierungsrat dieses Staates. In den Jahren 1811 bis 1813 und von 1815 bis 1816 war er auch Bezirksstaatsanwalt im Rutland County.
Bei den Kongresswahlen des Jahres 1818 verlor Rollin Mallary im ersten Wahlbezirk von Vermont gegen Orsamus Cook Merrill. Er legte aber gegen den Ausgang der Wahl Widerspruch ein, dem im Januar 1820 stattgegeben wurde. Damit konnte er am 13. Januar 1820 den bis dahin von Merrill gehaltenen Abgeordnetensitz im Kongress übernehmen. In den Jahren 1820 und 1822 wurde er jeweils im ersten Distrikt wiedergewählt. Damit konnte er diesen Wahlbezirk bis zum 3. März 1825 im Kongress vertreten. Seit den Wahlen des Jahres 1824 kandidierte er im zweiten Bezirk, wo er mit William Czar Bradley tauschte. In den Jahren 1826, 1828 und 1830 wurde Mallary jeweils bestätigt. Nach der Auflösung seiner Partei Mitte der 1820er Jahre schloss er sich der Opposition gegen die von Andrew Jackson gegründete Demokratischen Partei an. Von 1825 bis 1831 war Mallary Vorsitzender des Committee on Manufactures. Er blieb bis zu seinem Tod am 15. April 1831 Mitglied des Kongresses.